# Rosetta@home
Rosetta@Home — проєкт добровільних обчислень, направлений на вирішення однієї з найбільших проблем в молекулярній біології — обчислення третинної структури білків з їхніх амінокислотних послідовностей. Дослідження по цьому проєкту також допоможуть в проєктуванні нових, неіснуючих білків. Хоча більша частина проєкту орієнтується на фундаментальні дослідження, в області покращення точності і надійності методів протеоміки, Rosetta@home також сприяє прикладним дослідженням для боротьби з такими хворобами як рак, малярія, хвороба Альцгеймера, сибірка та іншими генетичними і вірусними захворюваннями.
Як і всі проєкти розташовані на платформі BOINC, Rosetta використовує комп'ютери добровольців в час їх простою для обчислень завдань, кожне з яких присвоюється кожному з комп'ютерів індивідуально. Проєкт є крос-платформним і може запускатись на дуже широкому діапазоні апаратного забезпечення. Користувач може переглядати свій індивідуальний прогрес в завданні на заставці Rosetta@Home.
Результати обчислень Rosetta@Home не доступні напряму. Також не можна використовувати результати обчислень власного комп'ютера, але вони використовуються для великої кількості наукових публікацій. По суті Rosetta — це комп'ютерна програма, основними задачами якої є:
- пошук структури с найменшою енергією для заданої амінокислотної послідовності для передбачення структури білка;
- вирішення зворотньої задачі — пошук амінокислотної послідовності з найменшою енергією для заданної білкової структури;
- розрахунок взаємодії комплексу білок-білок.

В даному проєкті використовується зворотній зв'язок по прогнозуванню і отриманим результатам, щоб покращувати потенційні функції і алгоритми пошуку.

## Rosetta based
В додаток до досліджень пов'язаних з хворобами, мережа Rosetta@home служить також тестовим фреймфворком для розробки нових методів в структурній біоінформатиці. Такі методи потім використовуються в Rosetta-based(основаних на тій ж технології) программах, як RosettaDock і Human Proteome Folding Project, після того як будуть добре розробленими і стабільними. Два найбільш важливі тести для нових методів розроблені в Rosetta@home це експерименти Critical Assessment of Techniques for Protein Structure Prediction (CASP) і Critical Assessment of Prediction of Interactions (CAPRI), біннауальні експерименти які оцінюють стан картинки в протеїновій структурі і протеїн-протеїн з'єднювальне угадування.

## Foldit
В 2008 році користувачами було запропоновано інтерактивну версію програмного забезпечення. У відповідь на це прохання, розробники випустили онлайн версію в виді гри яка заснована на платформі Rosetta і назвали її Foldit.
Foldit — це відеогра від Rosetta@Home, яка допомагає досягти цілей проєкту за допомогою краудсорсингу. Ця гра дає певний користувачам контроль (зміна параметрів, перебудова і тд) для маніпуляцій з кістковим мозком і амінокислотами для створення більш оптимальних варіантів ніж заки існуючі. Користувач може як грати на самоті так і об'єднуючись з іншими гравцями. Користувач може також змагатись з іншим користувачем на «дуелі» в якій перемагає той, в кого структура більш довга і стабільна за 20 рухів.

## Robetta
Університет Вашингтона також підтримує проєкт Robetta [Архівовано 25 вересня 2008 у Wayback Machine.]. На сайті проєкту будь-хто може запустити обрахунок білків. Робетта використовує той ж софт, що і Rosetta@home, але не використовує ресурси учасників (це планується в майбутньому). Результати розрахунків доступні для скачування не тільки запустившому задачу, але і будь-кому бажаючому, однак зберігаються на сервері лише тиждень.
Результати, отримані проєктом Робетта на цей момент, можуть бути використані лише в освітніх і дослідницьких цілях. Для комерційного користування (наприклад, для виготовлення ліків) пропонується ліцензувати rosetta і запускати на власному обладнанні.

## Кількість учасників
Згідно офіційної статистики, кількість активних учасників проєкту Rosetta@Home близько 340 тисяч [Архівовано 30 вересня 2016 у Wayback Machine.]. 
Оскільки Rosetta повністю залежить від добровольців, які жертвують ресурси своїх комп'ютерів для обчислень, то чим більшим є число користувачів тим ефективнішою є її робота. Чим більше користувач жертвує проєкту тим більше він стає важливим для системи і тим вищою є подяка йому. Ця подяка виражається в балах які Rosetta нараховує користувачу. По кількості балів на користувача Rosetta@Home входить в топ 40 BOINC проєктів. 